# Kappaphycus alvarezii
Espèce
Synonymes
- Eucheuma alvarezii Doty, 1985[2]
- Eucheuma cottonii var. erecta[2]
- Eucheuma cottonii Weber-van Bosse, 1913[2]

Kappaphycus alvarezii est une espèce d’algues rouges de la famille des Solieriaceae.

## Description
Cette algue peut croître jusqu’à 2 mètres et est de couleur vert ou jaune. Elle grandit très vite, et est connue pour doubler sa biomasse en 15 jours.

## Espèce introduite
Cette algue est une espèce introduite et une mauvaise herbe nuisible à Hawaï.

## Carraghénanes
C’est l’une des plus importantes sources commerciales de carraghénanes, une famille de polysaccharides extraits d’algues rouges servant d'agent d'épaississement et de stabilisation. Les méthodes de culture ont une influence sur les caractéristiques des carraghénanes que l’on peut extraire des algues.
Les différents types de carraghénanes diffèrent par la composition et la conformation, ce qui résulte en une large gamme de propriétés rhéologiques et fonctionnelles. Les carraghénanes sont utilisés dans diverses applications commerciales comme la formation de gels, agent d'épaississement et de stabilisation, en particulier dans les produits alimentaires tels que desserts glacés, lait chocolaté, cottage cheese, crème fouettée, produits instantanés, yaourts, gelées, aliments pour animaux et sauces. Les carraghénanes sont aussi utilisés dans des formulations pharmacologiques, cosmétiques, et dans des applications industrielles comme l’extraction minière.
Les carraghénanes peuvent être extraits de ces algues par deux méthodes. Dans la méthode d’extraction dite « native », les algues sont mises en solution aqueuse et le résidu est filtré, laissant des carraghénanes presque purs. La méthode alcaline modifiée est moins chère et plus facile : les algues sont broyées dans une solution alcaline, laissant un mélange de carraghénanes et de cellulose qui peut être commercialisé comme carraghénane semi-raffiné. 
Kappaphycus alvarezii peut être affectée par l’ice-ice (en), une maladie qui réduit énormément son rendement.

## Liste des variétés
Selon World Register of Marine Species (8 mars 2019) :
- variété Kappaphycus alvarezii var. tambalang (Doty) comb. ined.